# Camponotus vagus
Camponotus vagus (Scopoli, 1763) è una formica della sottofamiglia Formicinae.

## Descrizione
La Camponotus vagus presenta un grande polimorfismo intercaste, ciò vuol dire che esistono più taglie diverse di operaie suddivise principalmente in operaie minori, operaie maggiori ed operaie medie, che sono una via di mezzo tra le prime due taglie.

È riconoscibile per il corpo interamente nero cupo, per le dimensioni che raggiungono anche i 14 mm nelle operaie e i 18 mm nelle regine, una più o meno fitta peluria addominale di colore chiaro le fa sembrare a prima vista color grigio opaco.

## Distribuzione e habitat
Popola generalmente zone mediterranee o di pianura con boschi aperti e luminosi; costituisce colonie preferibilmente in tronchi d'albero o nel legno morto, scavando profonde gallerie che seguono i punti deboli della struttura. Sceglie soprattutto pino e ulivo, ma non disdegna altri materiali.

## Biologia
Movimenti agili, scattanti, aggressiva verso le altre formiche.
Nidifica nel legno secco o marcio formando colonie poco numerose (di solito poche migliaia) e monoginiche (una sola regina ovideponitrice), perenni. In estate, producono sessuati sciamanti che si sparpagliano anche per chilometri di distanza dal nido di appartenenza per fondare colonie il più distante possibile da altre colonie preesistenti. Dotata di acido formico per la difesa, e di morso potente, ma innocuo per l'uomo.
In Italia sciama fra aprile e maggio, con fondazione claustrale, cioè con la femmina fecondata che si isola in una cella sotterranea (preferibilmente nelle fessure sotto la corteccia degli alberi) per allevare senza aiuto dall'esterno la prima generazione di operaie, che sono molto più piccole delle generazioni successive.